# أرفيش
أرفيش في الثقافة الشعبية العراقية أرفيش هو كائن خفي لا يمكن رؤيته أبدا، متواجد في كل مكان، وليس له أوصاف محددة أو شكل يعرف به بل هو أشبه ما يكون بالجن أو الروح التي لا يمكن مشاهدتها.
يذكر اسم أرفيش في حالة واحدة وهي حين يريد الأب أو الأم أن لا يمكنا طفلهما من حاجة ألح في الحصول عليها فيقومان بإخفائها بسرعة بحيث لا يتمكن الطفل أن يلاحظ ذلك فيقولان للطفل: لقد أخذها أرفيش! ولا يمكن استعادتها. ويلاحظ أن الطفل تظهر عليه سمات الاندهاش فلا يبكي بل يطلب تفسيرا لما حدث بكل عفوية!